# Pseudocollinella attractans
Pseudocollinella attractans är en tvåvingeart som beskrevs av Marshall 1993. Pseudocollinella attractans ingår i släktet Pseudocollinella och familjen hoppflugor. Inga underarter finns listade i Catalogue of Life.